# 本草图经

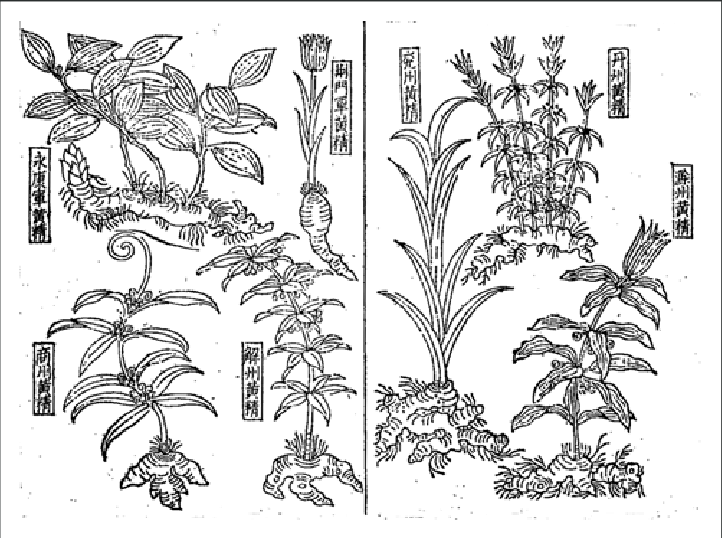
《本草图经》中的一些插图

《本草图经》，亦称《图经本草》，北宋嘉祐年间由苏颂主持编撰，成书于1061年（嘉祐六年九月），刊行于1063年1月（嘉祐七年十二月），共20卷，目录1卷。载有常用单方千余首。附有九百多幅药图，是中国现存最早的版刻本草图谱。